# 2-es metróvonal (Barcelona)
A barcelonai 2-es metróvonal, (színe: lila) egy 13,1 km hosszú metróvonal Barcelonában. Összesen 15 állomás található rajta.

## Technikai leírás
A vágányok nyomtávolsága 1435 mm, az áramellátás felsővezetékről történik. A vonalon a 2100, az 5000 és a 9000 sorozat közlekedik. A vonalat a TMB üzemelteti.

## Jelenlegi állomások
- Airport T1 (L9)
- Ciutat Aeroportuària (L9)
- Airport T2 (L9)
- Mas Blau (L9)
- Sant Cosme (L9)
- El Prat Centre (L9)
- Estació del Prat (L1, L9, RENFE)
- Centre Direccional (L1, L9)
- Verge de Montserrat (L9)
- Mercabarna (L9)
- Parc Logístic (L9)
- Fira 2-Pedrosa (L9)
- Foc Cisell (L10)
- INEF
- Fira 1
- Poble Sec (L3)
- Paral·lel  (L3, Montjuïci sikló)
- Sant Antoni
- Universitat  (L1)
- Passeig de Gràcia  (L3, L4, RENFE)
- Tetuan
- Monumental
- Sagrada Família  (L5)
- Encants
- Clot  (L1, RENFE)
- Bac de Roda
- Sant Martí
- La Pau  (L4)
- Verneda
- Artigues-Sant Adrià
- Sant Roc (T5)
- Gorg  (T5, T6, L10)
- Pep Ventura
- Badalona Pompeu Fabra (L1)
- Casagemes
- Canyadó
- Morera (L13)